# Арнувил ле Мант
Арнувил ле Мант (фр. Arnouville-lès-Mantes) насеље је и општина у северном делу централне Француске у региону Париски регион, у департману Ивлен која припада префектури Мант ла Жоли.
По подацима из 2011. године у општини је живело 864 становника, а густина насељености је износила 86,57 становника/km². Општина се простире на површини од 9,98 km². Налази се на средњој надморској висини од 125 метара (максималној 178 m, а минималној 90 m).

## Демографија
| 1962. | 1968. | 1975. | 1982. | 1990. | 1999. | 2011. |
| ----- | ----- | ----- | ----- | ----- | ----- | ----- |
| 469   | 450   | 508   | 551   | 699   | 742   | 864   |

График промене броја становника у току последњих година